# Alles Schwindel (1940)
Alles Schwindel ist eine deutsche Filmkomödie aus dem Jahr 1940, die unter der Regie von Bernd Hofmann entstand. Die Hauptrollen verkörperten Gustav Fröhlich, Ruth Hellberg, Max Gülstorff und Grethe Weiser. Der Spielfilm basiert auf der Komödie Das Horoskop Seiner Lordschaft von Dietrich Loder.

## Handlung
Peter von Alsfeld kehrt nach fünf Jahren aus Batavia, der Hauptstadt von Niederländisch-Indien, nach Amsterdam zurück. Am Bahnhof holt ihn seine „alte“ Freundin Lizzy ten Brinken ab. Während der Abwesenheit von Peter hat sie  sich von ihrem Ehemann John ten Brinken, einem guten Bekannten von Peter, scheiden lassen und macht ihm nunmehr Avancen. Peter ist aber eigentlich in die Niederlande zurückgekehrt, um seine Jugendliebe Julia Vermehren zu heiraten, die aber vor Beginn seiner Reise noch ein Teenager war.
Julia, inzwischen eine attraktive junge Frau, hat Peter in der Zeit seines Aufenthaltes in Indien nicht vergessen und schickt ihm zur Begrüßung einen Topf mit Chrysanthemen (seine Lieblingsblumen) nach Hause. Auf einer Abendgesellschaft zu der ihn John ten Brinken, der in Peter einen Konkurrenten in Bezug auf seine Exfrau Lizzy sieht, mitgenommen hat, begegnet er Julia wieder. Diese steckt ihm bei dieser Gelegenheit zunächst heimlich und unerkannt eine Chrysantheme zu. Beide schwelgen im weiteren Verlauf des Abends in Erinnerungen und Peter hält bei dem ebenfalls anwesenden Baron Vermehren um die Hand von seiner Tochter Julia an. Baron Vermehren, der an Horoskope glaubt, verweigert seine Einwilligung in eine Ehe mit dem Argument, dass nach der von ihm bereits gestellten Prophezeiung Peter in späteren einmal ein Verbrechen begehen würde.
Peter darf auf Anweisung von Baron Vermehren dieses Orakel gegenüber Julia nicht erwähnen, so dass er vorgibt noch nicht um ihre Hand bei Baron Vermehren angehalten zu haben. Danach verlässt er die Gesellschaft mit der Absicht in seinen vornehmen Jockeyclub einzukehren. John ten Brinken und Dr. Terbusch, ein weiterer Gast auf der Gesellschaft, schließen sich ihm an. Im Club hört Peter um Mitternacht erstmals seit fünf Jahren wieder die Glocken der Kirche St. Nikolaus und John ten Brinken ermahnt ihn nicht zu viel Wein zu trinken. Im weiteren Verlauf des Abends schläft Peter dann dort auf einem Sessel ein.
In seinen nachfolgenden Traumsequenzen begeht er unter Mithilfe von Dr. Terbusch einige Einbruchdiebstähle, um dem Horoskop seines Schwiegervaters in spe gerecht zu werden. Bei diesen geträumten Straftaten hilft ihm, neben Dr. Terbusch auch immer wieder sein treuer Diener Ferdinand. Peter erwacht aus seinem Traum, als er mit gezogener Waffe seinen „Komplizen“ Dr. Terbusch auf der abendlichen Gesellschaft zur Rede stellen will und von ihm aber niedergeschlagen wird. Er findet sich nach drei Stunden Schlaf beim Erwachen auf dem Fußboden des Foyers seines Clubs wieder.
Der Diener des Jockeyclubs hilft ihm auf und teilt mit, dass John ten Brinken und Dr. Terbusch im Raum nebenan Billard spielen würden. John gibt, nachdem er die vollständigen Zusammenhänge erkannt hat, Peter die Empfehlung Julia als seine Braut zu entführen, damit er sein Horoskop des Baron Vermehren erfüllen kann. Dr. Terbusch und John ten Brinken bieten sich an hierbei zu helfen. Leider verwechselt Peter bei seiner Tat Julia mit Lizzy ten Brinken und entführt die falsche Dame. Am Ende lösen sich alle Missverständnisse auf. Peter bekommt seine Julia, John ten Brinken und Lizzy versöhnen sich und Bob geht mit Clara einer gemeinsamen Zukunft entgegen.

## Produktionsnotizen
Die Dreharbeiten zu Alles Schwindel fanden von Oktober 1939 bis Dezember 1939 statt. Die Uraufführung des im hauseigenen Verleih der Bavaria (Bavaria Filmkunst Verleih GmbH) vertriebenen Films war am 10. April 1940. In Berlin wurde Alles Schwindel erstmals am 30. Juli 1940 im  Union Theater Friedrichstraße gezeigt. Am 7. März 1940 erging durch die nationalsozialistische Filmprüfstelle ein entsprechendes Jugendverbot für eine entsprechende Fassung von 93 Minuten. Vor der Berliner Uraufführung wurde der Spielfilm nun mit einer Länge von 88 Minuten erneut der Zensurbehörde vorgelegt. Diese erteilte am 24. Juli 1940 auch für diese leicht gekürzte Fassung ein Jugendverbot.
Die Bauten stammen von den Filmarchitekten Hans Sohnle, Walter Schlick und Kurt Dürnhöfer. Die Musik für den Film komponierte Friedrich Schröder und die Aufnahmeleitung bei dieser Produktion hatten William Zeiske und Alfred Tscheuschner. Die Herstellungsleitung lag bei Karl Schulz.

## Rezeption
„Bevor er seine Jugendliebe heiraten kann, muß ein junger Mann die absonderlichen Wünsche seines Schwiegervaters erfüllen, der an Horoskope glaubt. Mit verworrenen Traumsequenzen angereicherte Kriminal- und Liebeskomödie, die im Versuch, die Astrologie zu verulken, über bescheidene Ansätze nicht hinauskommt.“

„Bevor Peter seine Jugendfreundin Julia heiraten darf, stellt sein Schwiegervater eine Bedingung: Er muss einmal einen Diebstahl begehen, so wie es Julias Vater im Horoskop gelesen hat. Der Gedanke lässt Peter nun nicht mehr los, und selbst im Traum begeht er allerlei Straftaten. Beflügelt von so viel Phantasie, begeht er einen Diebstahl an seiner Verlobten – oder zumindest an der Frau, die er für Julia hält…“